# パドマ橋

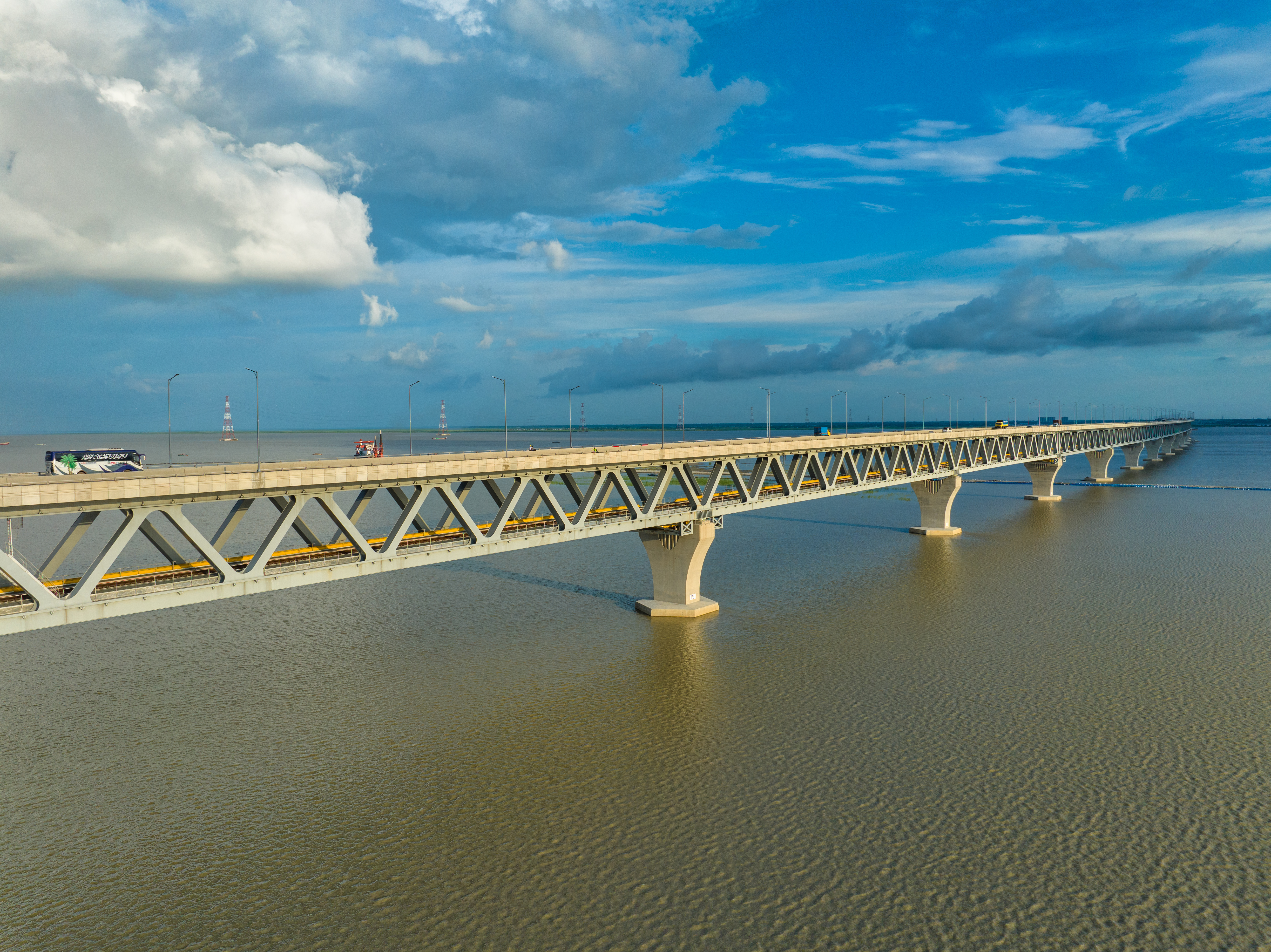
パドマ橋

パドマ橋（パドマはし、ベンガル語: পদ্মা বহুমূখী সেতু ）は、バングラデシュのガンジス川の支流パドマ川に架かるバングラデシュ最長の橋。パドマ大橋とも呼ばれる。

## 概要

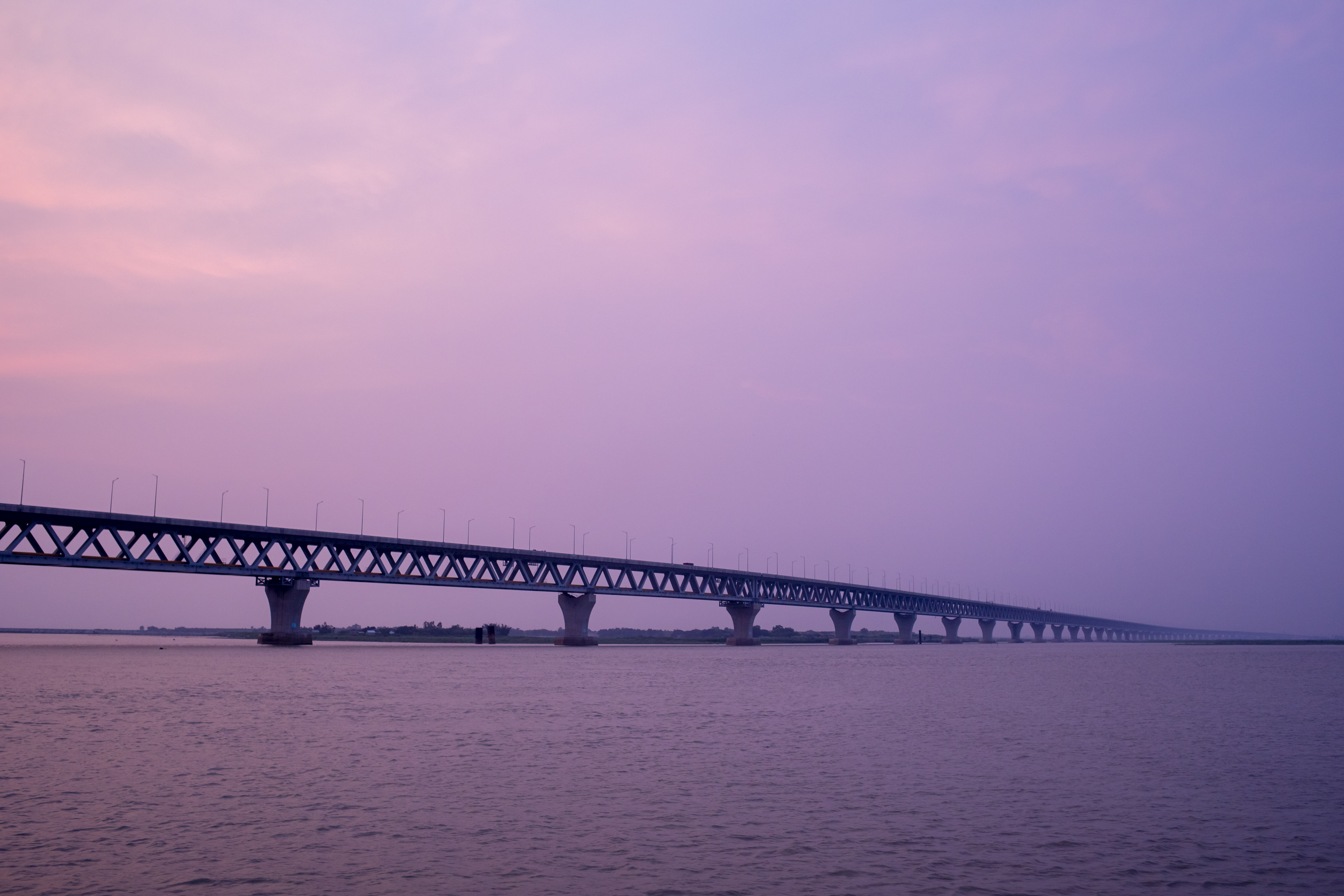
全体

2014年に着工し、完成まで8年近くかかり、高速道路橋は2022年6月25日に開通した。当日はシェイク・ハシナ首相も参加する開通式が行われた。
当初は世界銀行が支援する予定であったが、汚職事件が発覚し撤回した。バングラデシュ政府は独自に橋を建設する方針へと舵を切った。
2014年に中華人民共和国の一帯一路の重要な一部になるプロジェクトとして、中国国営企業の中国中鉄大橋局が入札している。
中国企業が海外で請け負った橋梁事業の中では最大規模のものとなっている。